# Юрмы
Юрмы (тат. Юрмы) — деревня в Вагайском районе Тюменской области России. Входит в состав Шестовского сельского поселения.

## География
Деревня находится в восточной части Тюменской области, в пределах подтаёжно-лесостепного района лесостепной зоны, на северном берегу озера Юрминское, на расстоянии примерно 79 км (по прямой) к юго-западу от села Вагай, административного центра района.
Часовой пояс
Деревня Юрмы, как и вся Тюменская область, находится в часовой зоне МСК+2. Смещение применяемого времени относительно UTC составляет +5:00.

## Население
| 2010 |
| ---- |
| 370  |

Половой состав
По данным Всероссийской переписи населения 2010 года, в гендерной структуре населения мужчины составляли 50 %, женщины — соответственно также 50 %.
Национальный состав
Согласно результатам переписи 2002 года, в национальной структуре населения татары составляли 96 % из 395 чел